# Berkut Bedewla
Berkut Bedewla (ukr. Футбольний клуб «Беркут» Бедевля, Futbolnyj Kłub "Berkut" Bedewla) – ukraiński klub piłkarski z siedzibą we wsi Bedewla, w obwodzie zakarpackim.
W sezonie 1997–1998 występował w Drugiej Lidze.

## Historia
Piłkarska drużyna Berkut Bedewla została założona w miejscowości Bedewla.
Zespół występował w mistrzostwach obwodu zakarpackiego.
W sezonie 1996/97 klub występował w Mistrzostwach Ukrainy spośród drużyn amatorskich.
W 1997 klub zgłosił się do rozgrywek Mistrzostw Ukrainy.
W sezonie 1997/1998 klub zajął 13. miejsce w Drugiej Lidze, Grupie A, jednak przed rozpoczęciem następnego sezonu zrezygnował z dalszych występów na poziomie profesjonalnym i został pozbawiony statusu klubu profesjonalnego.
Dalej zespół kontynuował występy w rozgrywkach mistrzostw i Pucharu obwodu zakarpackiego.

## Sukcesy
- 13. miejsce w Drugiej Lidze, Grupie A:

1998

## Inne
- Zakarpattia Użhorod